# Датинер, Гарри
Гарри Датинер (нем. Harry Datyner; 4 февраля 1923, Ла-Шо-де-Фон, Швейцария — 23 марта 1992, Фрибур, Швейцария) — швейцарский пианист.
Ученик Маргерит Лонг, Эдвина Фишера и Эмиля Робера Бланше. В 1944 г. выиграл Международный конкурс исполнителей в Женеве. Преподавал в Женевской консерватории, среди его учеников Филипп Динкель.
Среди записей Датинера представляет особую историческую ценность запись Концерта Моцарта для двух фортепиано с оркестром KV 365, сделанная в 1953 г. совместно с 86-летним Эдвином Фишером, одновременно дирижировавшим Городским оркестром Страсбурга.
Погиб в автокатастрофе.